# The Cock (St Albans)

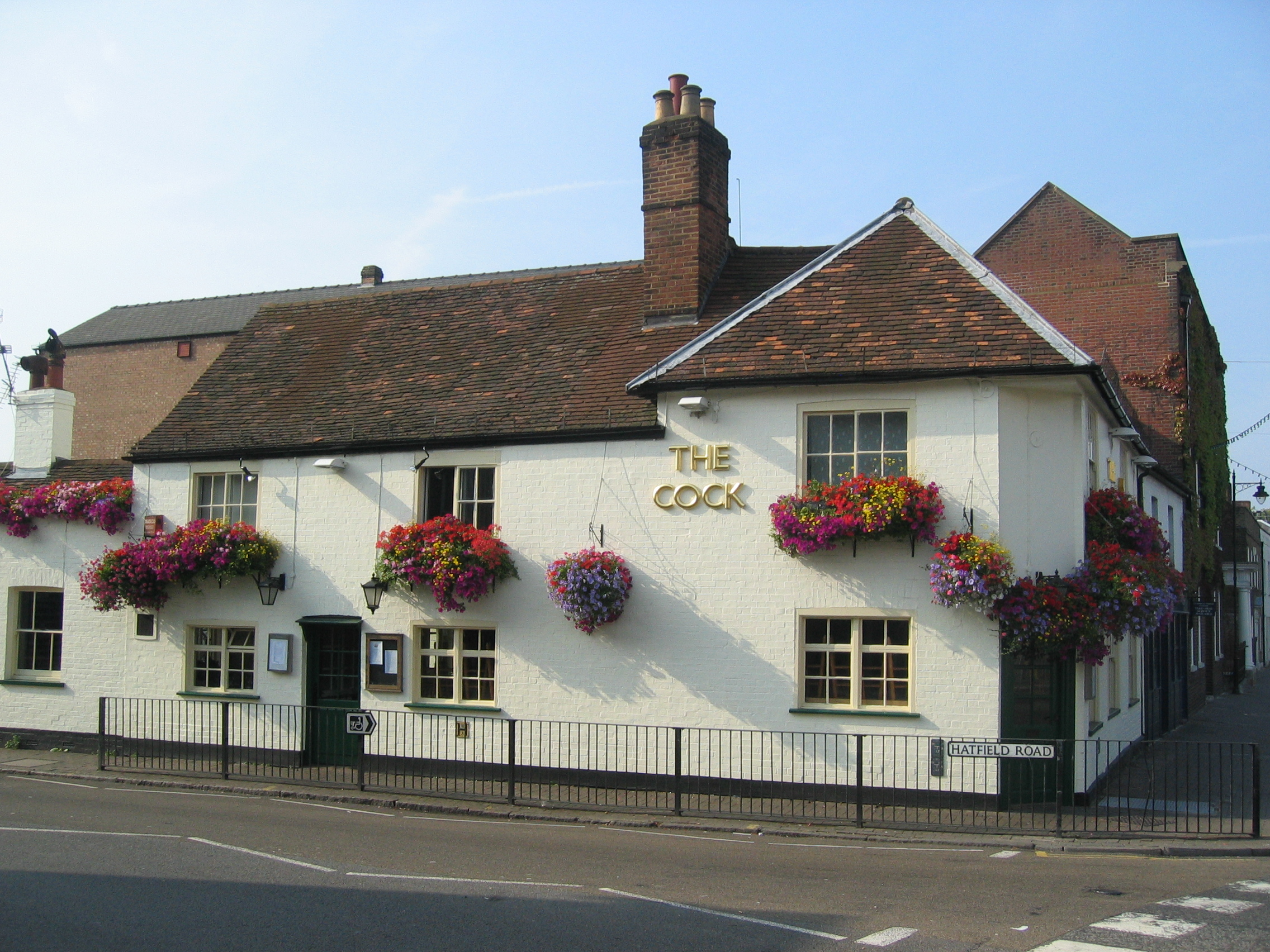
The Cock

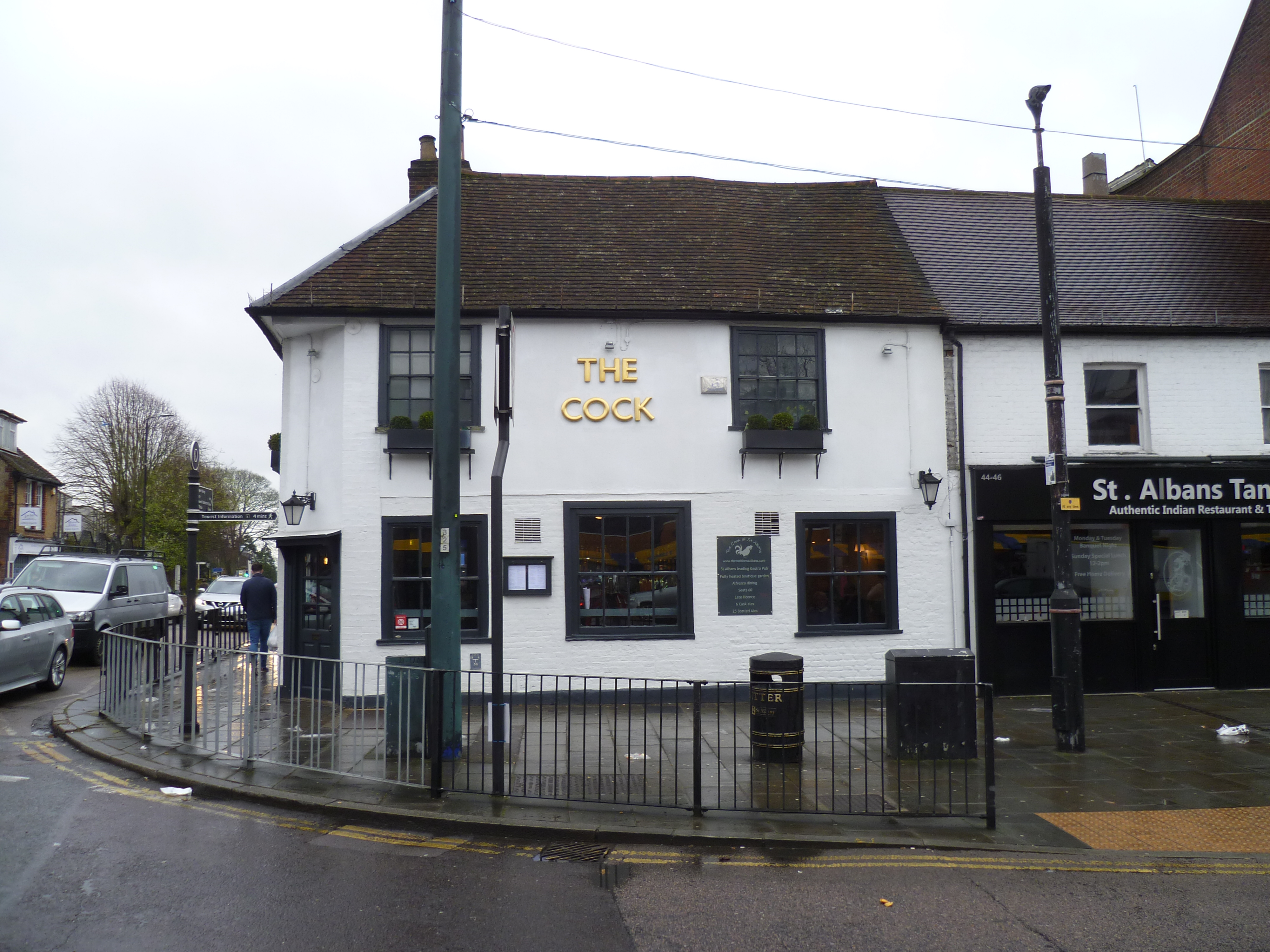
The Cock

The Cock é uma casa pública (pub) em St Albans, Hertfordshire, Inglaterra.
O edifício listado como grau II remonta a cerca de 1600 e parte da estrutura da cara é em madeira.